# Èdip
|  | Per a altres significats, vegeu «Èdip (desambiguació)». |

Èdip (grec antic: Οἰδίπους, romanitzat: Oidipūs) fou un heroi de la mitologia grega que pertany al cicle tebà. Era fill de Laios (rei de Tebes i descendent de Cadme) i Jocasta, i la seva història ha transcendit en la literatura antiga i moderna com a paradigma de vida tràgica, després que, sense saber-ho, va matar son pare i es va casar amb sa mare.

## Mite

### Infantesa
Abans de casar-se, Laios i Jocasta van consultar l'oracle de Delfos, el qual els advertí que «el fill que tinguessin arribaria a ser assassí de son pare i espòs de sa mare». Laios, en veure néixer el seu primer fill i tement l'acompliment del destí, va encarregar a un servent fidel que matés la criatura, però el servent, compadit per la fragilitat del nen, es va limitar a abandonar-lo a la muntanya, lligat pels peus a un arbre. D'aquí provenia el nom d'Èdip, 'peus inflats'. Un pastor, anomenat Forbant, que pasturava els ramats de Pòlib, rei de Corint, el va alliberar i se'l va afillar. Finalment, Pòlib i la seva dona Peribea el van adoptar com a fill propi.
Aviat, Èdip va destacar per la seva força extraordinària i la seva intel·ligència. A tal punt, que provocava l'enveja dels seus companys de joc, fins que un d'ells, ressentit, li va revelar el seu origen adoptiu. Èdip, turmentat per aquesta idea, consulta l'oracle de Delfos. Aquest, com passa sovint amb tots els oracles, li contesta una frase enigmàtica que desencadena la tragèdia: «No tornis mai al teu país d'origen si no vols cometre l'assassinat del teu pare i casar-te amb ta mare». Commogut per aquestes paraules, Èdip decideix no tornar mai més a Corint, desconeixent que no és en realitat la seva pàtria originària.

### Fugida de Corint
Èdip marxa de Delfos a l'aventura cap a Beòcia, fins que per un camí estret es troba amb quatre persones, una de les quals, un home vell, de mala manera li exigeix que surti del camí perquè pugui passar ell i el seu carro. Després d'una disputa, Èdip mata aquest home vell, que tràgicament era son pare Laios. Així s'acompleix la primera part de l'oracle. Tebes es va quedar sense rei, i a més a més, va patir una nova desgràcia: l'esfinx, un monstre amb rostre i mans de dona, la veu d'home, cos de gos, cua de serp, ales d'ocell i urpes de lleó, assolava tota la contrada. Se situava en un turó a l'entrada de la ciutat de Tebes i a tots els vianants els proposava un enigma i, si no li'n donaven resposta, els devorava. Creont, germà de Jocasta, havent pres temporalment la regència de la ciutat, davant d'aquest flagell que s'enduia milers de vides, va anunciar que concediria la corona de Tebes i la seva reina a qui destruís el monstre. L'enigma de l'esfinx era:
«Quin és l'animal que al matí té quatre peus, al migdia en té dos i a la tarda tres?»
Èdip, delerós de glòria i curull d'enginy, va anar a l'encontre de la bèstia i va respondre: «L'ésser humà. A la infantesa camina a quatre grapes; quan és adult, amb dos peus, i que és vell, va amb bastó». L'esfinx, enfurismada, se suïcidà en sentir la resposta d'Èdip. Aquesta actitud altiva que sempre va mostrar és un dels motors de la tragèdia: l'hybris o petulància davant els déus pel fet de no acceptar del tot la condició humana. Aquests solen fer pagar dolorosament aquesta pretensió amb humiliacions i violència i, només quan l'ésser humà ha comprès la seva condició, pot trobar la pau.

### L'horror d'Èdip

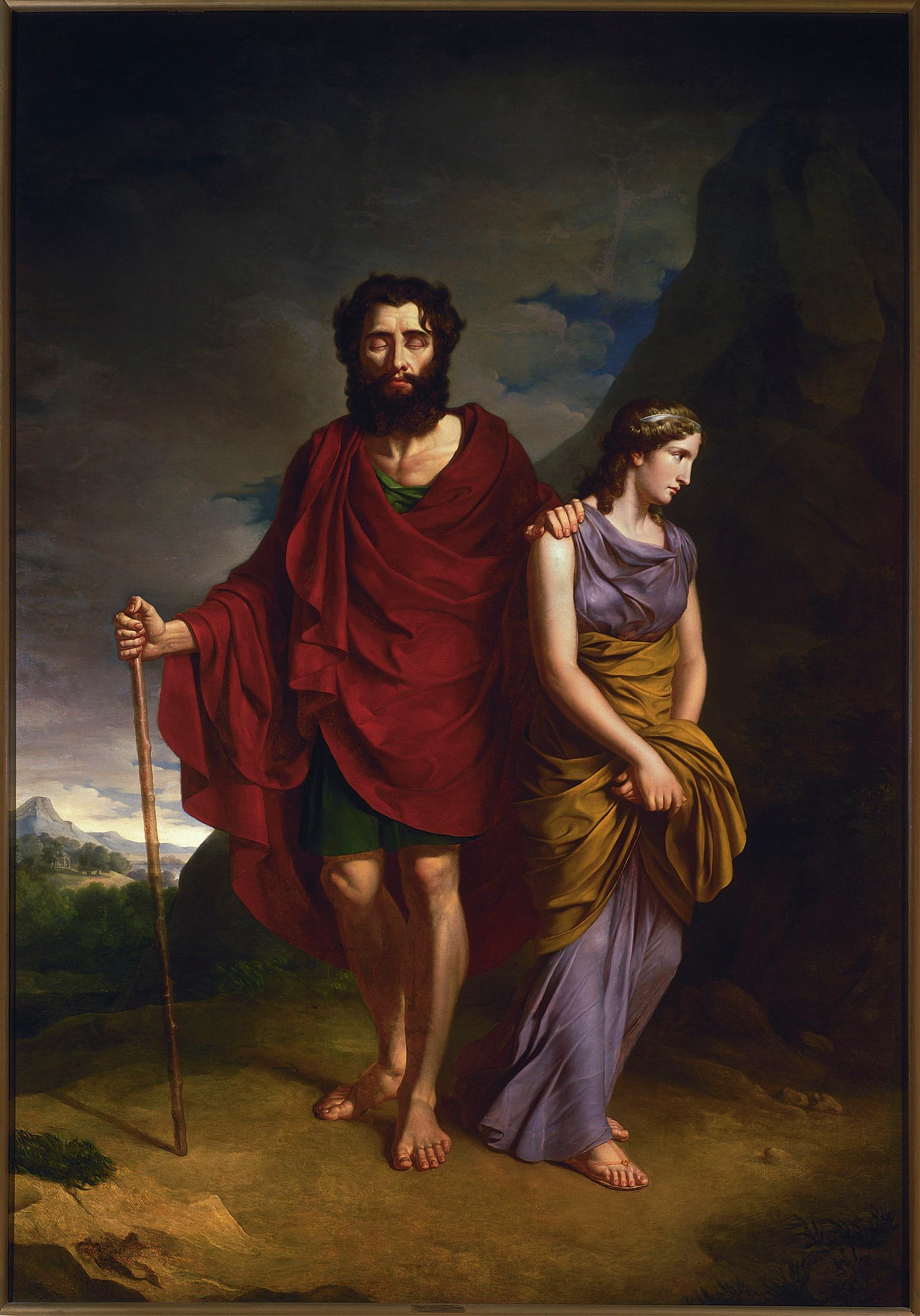
Èdip i Antígona

Així fou com Èdip esdevingué rei de Tebes. Casat amb sa mare sense saber-ho, tingueren dos fills: Etèocles i Polinices i també dues filles, Antígona i Ismene. Molts anys després del matrimoni, una pesta horrorosa assola la ciutat. És l'inici de la trama d'Èdip rei de Sòfocles. Aquesta pesta matava homes i dones per igual i s'estengué a tota la ciutat. Èdip envià Creont, germà de Jocasta, a Delfos, per preguntar a l'oracle com alliberar la ciutat de tal dissort. Apol·lo contesta que la pesta no cessarà fins que sigui castigat l'assassí de Laios, encara present a Tebes. Èdip emprèn aleshores una investigació per descobrir el culpable, investigació que acabarà revelant la terrible veritat: un missatger que arriba de Corint per anunciar-li la mort de Pòlib li confessà que el va recollir d'infant i el servent de Laios resultà ser el mateix Forbant, el pastor que el va abandonar. D'aquesta manera, Èdip descobrí que el seu destí s'havia acomplert inexorablement, malgrat els intents de son pare i d'ell mateix per evitar-ho: matà son pare i es casà amb sa mare. Jocasta, horroritzada per l'incest comès, se suïcidà penjant-se, mentre que Èdip es buidà els ulls amb la punta d'una espasa per no veure els seus crims i fou desterrat per Creont, que assumí la regència de Tebes altre cop.
«Oh, els qui la paterna Tebes habiteu, mireu Èdip,
ell, que els cèlebres enigmes va saber, i fou poderós,
l'home de les grans fortunes, envejat dels ciutadans,
a quin tràngol d'espantosa desventura ha pervingut!
De manera que, el qui sigui moridor, cal esperar
l'últim dia a proclamar-lo venturós, quan passarà
la monjoia de la vida sense haver sofert cap dol»
Èdip rei
Traducció de Carles Riba.
Èdip passarà els darrers anys de la seva vida errant com un captaire cec, acompanyat només per la seva filla petita, Antígona. La seva fi és narrada per una altra tragèdia de Sòfocles Èdip a Colonos, una obra representada després de la mort de l'autor: Èdip arriba a Colonos, a l'Àtica, on és acollit pel rei Teseu. Emparat per aquest, no cedeix a la petició de retornar a Tebes que li fa el seu cunyat i els seus dos fills, per beneficiar la ciutat de Cadmea de l'acompliment de l'oracle, segons el qual la terra on sigui enterrat Èdip serà afavorida pels déus. Després de maleir els seus dos fills i Creont, Èdip deixa el món dels vius. Aquí es reflectiren els ideals polítics de la ciutat d'Atenes, viscuda com a terra acollidora de persones nobles, justa i oberta, tal com el segle v aC ens l'ha presentada en tots els àmbits de la cultura. A més a més, hi veiem fragments biogràfics de l'autor, Sòfocles, que no pot evitar deixar la seva empremta: Colonos és la pàtria de naixença del tràgic, i alhora aquest Èdip representat 
esdevé un autoretrat del mateix autor, gairebé un testament artístic en què biografia i mite s'entrecreuen artísticament.
Antígona:
«Hi ha, doncs, un amor fi dels mals.
Perquè el que enlloc no es té per la ventura
Era per mi ventura,
Cada vegada que entre les mans jo el retenia.
Oh, pare, oh, estimat,
Tu que per sempre sota terra
De fosca t'has vestit»
Èdip a Colonos
Traducció de Carles Riba.

### Descendència
Tot i la redempció d'Èdip, els seus fills encara en patiren les conseqüències, perquè Etèocles i Polinices acordaren alternar-se cada any en el tron de Tebes. En acabar el primer any de regnat, Etèocles es negà a cedir el torn a Polinices, tal com havien pactat, sinó que el foragità de la ciutat. El germà expulsat es refugià a Argos, el rei de la qual, Adrast, li concedí la mà de la seva filla. Polinices, amb l'ajuda d'Adrast, aconseguí organitzar un exèrcit contra Tebes per conquerir el regne, l'anomenada Guerra dels set Cabdills, tema d'una tragèdia d'Èsquil (Els set contra Tebes). Adrast assalta la ciutat dividint les tropes en set contingents, cadascú comandat per un cabdill contra una de les set portes de Tebes, cadascuna defensada al seu torn per un heroi tebà. Polinices atacà la porta protegida per Etèocles i els dos germans moren en combat l'un contra l'altre. Els argius, finalment, foren anihilats pels tebans i solament pot escapar de la mort Adrast, gràcies al seu veloç cavall Aríon.
Per la seva banda, Antígona (filla d'Èdip), pacient i amorosa, fidel al seu germà mort, patí l'exclusió i maltractament per part del seu oncle Creont, perquè aquest no volia donar sepultura a Polinices en canvi, ella se sent cridada pel deure sagrat d'enterrar els morts. Aquí entren en conflicte la llei humana i la llei divina, ja que Antígona trencà la prohibició expressa de Creont d'enterrar els invasors que romanien sobre el camp de batalla a la intempèrie. És l'argument d'una altra tragèdia de Sòfocles, Antígona. Finalment, infringint la llei humana, soterra el germà i fou condemnada a ser enterrada viva.

## En les arts figuratives antigues
Moltes representacions figuratives es van dedicar a Èdip durant l'Antiguitat, en diferents mitjans i en diferents regions del món.

### La joventut d'Èdip
Almenys dos gerros representen l'Èdip nounat després del seu abandonament, en el moment de la seva adopció pels pastors. Una àmfora àtica de figures vermelles de l’època clàssica, atribuïda al pintor d'Aquil·les i conservada al Cabinet des Médailles de París, mostra un home que porta un pètasos i una llança que s'emporta un nadó: les inscripcions identifiquen els caràcters respectivament com a Euforbos i Èdip. L'altre costat del gerro mostra un home barbut sostenint un bastó, probablement l'home a qui el pastor va a donar el nen . Més tard, una copa d'època hel·lenística que inclou una decoració en relleu, conservada al Museu del Louvre, mostra una dona en procés de treure un nadó d'una cistella i lliurar-lo al seu marit; la dona s'identifica com a Peribea, nom que es troba en diversos autors per designar l'esposa del pastor corinti Polibos, que va acollir Èdip després del seu abandonament.

#### L'enfrontament amb l'esfinx
L'enfrontament entre Èdip i l'esfinx es representa molt sovint, amb diferents variants, a l'antiguitat grecoromana.
A la ceràmica grega, les pintures de gerros més antigues representen inicialment només l’esfinx, un motiu figuratiu que prové de l'Antic Orient Pròxim. Aquestes representacions apareixen en gerros de figures negres que es remunten als anys 570-560 aC. Mostren la criatura perseguint homes que fugen (sovint joves), o traient-ne un entre les cames, o fins i tot, dels anys 540-530, en procés d'immobilitzar una víctima a terra amb les seves potes. Els gerros de figures vermelles utilitzen els mateixos motius amb variacions, afegint sobretot escenes on l'esfinx vol volar amb una víctima entre les cames.
L'episodi de l'enigma de l'esfinx comença a aparèixer als gerros cap als anys 520-510 aC. La criatura, representada asseguda (de vegades en una columna), està envoltada d'homes de diferents edats, però normalment interroga joves envoltats dels seus pedagogs i de gent gran, molts expressant consternació i tristesa a la cara o amb els seus gestos; els tebans de vegades estan asseguts i d'altres dempeus.

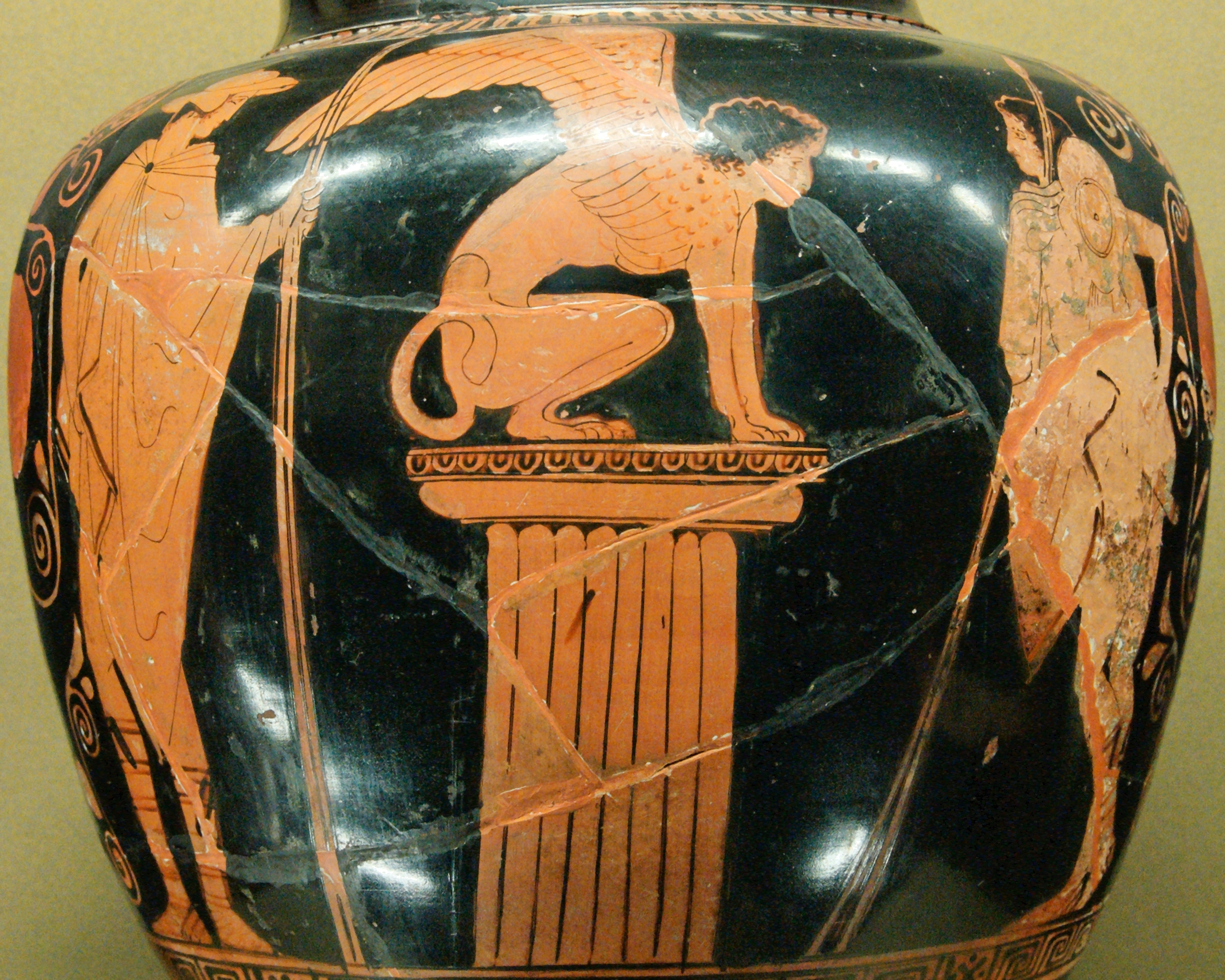
Èdip (dreta), l'esfinx (centre) i Hermes (esquerra). Stamnos de figures vermelles àtic, c. 440 aC. dC Atribuït al pintor de Menelau.

El mateix Èdip no apareix als gerros fins una mica més tard. Les seves representacions més antigues en ceràmica es troben en gerros no àtics, fets a la Grècia perifèrica dels anys 540-530 aC. i mostrant el cara a cara entre Èdip i el monstre mentre els tebans són mers espectadors: aquest tipus d'escena es va estendre ràpidament i va substituir les que mostraven l'esfinx de cara als tebans. Als gerros àtics, Èdip només apareix cap al 490-480 aC. i després suplanta les escenes d'enfrontament entre Esfinx i tebans. El cara a cara òbviament es relaciona amb l'enigma: Èdip, dret o assegut, s'enfronta a l'esfinx, que sovint s'enfila sobre un paisatge. Aquest element decoratiu és de vegades una columna, de vegades una roca.
Una altra variant, testimoniada posteriorment, el 450 aC. en ceràmica àtica, mostra el cara a cara entre Èdip i la criatura en forma d'enfrontament físic: Èdip, armat amb una llança, es disposa a colpejar l'esfinx la postura abatuda de la qual mostra l'aproximació de la derrota . Contràriament al que suposaven les primeres reconstruccions de la història del desenvolupament del mite, principalment la de Carl Robert, la variant de l'enfrontament físic no és anterior, sinó posterior a la variant de l'enigma, perquè és aquesta última la que és testimoniat més antic en fonts textuals i iconogràfiques. Aquesta variant de combat també es representa als gerros d'Apulia de principis del segle iv aC, després sobre objectes etruscs, gerros, mirall, urnes funeràries, pedres tallades i pasta de vidre, de principis del segle iv aC.
Paral·lelament a les representacions d'Èdip a la ceràmica àtica, també trobem representacions humorístiques que parodien l'episodi: diversos gerros mostren sàtirs intentant respondre l'enigma de l'esfinx, o amenaçant-la amb el dit, o intentant persuadir-la donant-li menjar. En alguns gerros, l'esfinx és parodiada: en comptes de tenir el bust d'una bella dona, es representa amb el bust d'una vella tota arrugada, grassa i panxa; en un dels gerros, es masturba. Finalment, un fragment de gerro àtic que data dels anys 450-440 mostra una transposició animal de l'escena en què Èdip era representat com un gos antropomòrfic sostenint una llança i portant una espasa al costat .
En l'art romà, l'episodi es tracta amb menys freqüència, però encara amb regularitat, en diferents mitjans: pintures i relleus, mosaics, sarcòfags, ceràmica sigillata i làmpades, generalment amb un significat menys directe, més simbòlic, que pot tendir a l'al·legoria.

## Complex d'Èdip
La llegenda va inspirar Sigmund Freud la seva teoria del complex d'Èdip sobre el desenvolupament de la personalitat.
Aquest complex planteja la idea que, durant l'etapa genital del desenvolupament del nen (una de les etapes psicosexuals), aquest comença a sentir atracció sexual envers el progenitor del sexe oposat. El nen se sent atret per la mare i comença a odiar el pare, ja que aquest té la mare. Aleshores, es desenvolupa un sentiment de culpa, ja que el nen sap que no està bé odiar el pare.
Aquest conflicte es resolgué mitjançant la identificació, en què el nen adopta característiques del pare.